# Michael Chertoff
Michael Chertoff (nascido em 28 de novembro de 1953) é um advogado americano que foi o segundo Secretário de Segurança Interna dos Estados Unidos a servir no governo do presidente George W. Bush. Chertoff também serviu por mais um dia sob o presidente Barack Obama. Ele foi o co-autor do USA PATRIOT Act. Chertoff atuou anteriormente como juiz do circuito dos Estados Unidos do Tribunal de Apelações do Terceiro Circuito dos Estados Unidos, como promotor federal e como procurador-geral adjunto dos Estados Unidos. Ele sucedeu Tom Ridge como Secretário de Segurança Interna dos Estados Unidos em 15 de fevereiro de 2005.
Desde que deixou o serviço público, Chertoff trabalhou como advogado sênior no escritório de advocacia Covington & Burling, em Washington, DC. Ele também foi cofundador do Chertoff Group, uma empresa de consultoria de segurança e gerenciamento de riscos. Ele também é o presidente e membro do conselho de administração da organização internacional Freedom House. Chertoff também faz parte do conselho consultivo bipartidário do States United Democracy Center.

## Infância e educação
Michael Chertoff nasceu em 28 de novembro de 1953, em Elizabeth, Nova Jersey. Seu pai era o rabino Gershon Baruch Chertoff (1915–96), um estudioso do Talmude e ex-líder da Congregação B'nai Israel em Elizabeth. Sua mãe era Livia Chertoff (nascida Eisen), ela era cidadã americana naturalizada após ter obtido status sob mandato britânico e foi a primeira comissária de bordo da El Al. Seus avós paternos são o rabino Paul Chertoff e Esther Barish Chertoff.
Chertoff frequentou o Centro Educacional Judaico em Elizabeth, bem como a Escola Pingry. Ele se formou na Harvard College com um diploma de bacharel em artes em 1975. Durante o seu segundo ano, ele estudou no exterior na London School of Economics and Political Science. Ele então frequentou a Harvard Law School, onde trabalhou como assistente de pesquisa para John Hart Ely no seu livro Democracy and Distrust. Chertoff recebeu um Juris Doctor, magna cum laude, em 1978.

## Carreira
Após sua formatura na faculdade de direito, Chertoff atuou como escriturário do juiz Murray Gurfein do Tribunal de Apelações do Segundo Circuito dos Estados Unidos e, posteriormente, do juiz da Suprema Corte dos Estados Unidos , William J. Brennan, Jr., de 1979 a 1980.
Chertoff trabalhou em consultório particular na Latham & Watkins de 1980 a 1983 antes de ser contratado como promotor por Rudolph Giuliani, então procurador dos Estados Unidos para o Distrito Sul de Nova York. Chertoff trabalhou em casos relacionados à máfia e à corrupção política. Em meados da década de 1990, Chertoff retornou à Latham & Watkins por um breve período, fundando o escritório da empresa em Newark, Nova Jersey.
Em setembro de 1986, junto com o procurador dos Estados Unidos para o Distrito Sul de Nova York Rudolph Giuliani, Chertoff foi fundamental na repressão ao crime organizado no julgamento da Comissão da Máfia.
Em 1990, Chertoff foi nomeado pelo presidente George HW Bush como Procurador dos Estados Unidos para o Distrito de Nova Jersey. Entre seus casos mais importantes, em 1992, Chertoff conseguiu a condenação do segundo mandato do prefeito de Jersey City, Gerald McCann, sob a acusação de fraudar dinheiro de um golpe de poupança e empréstimo. McCann cumpriu dois anos na prisão federal.
Em 1993, ele foi promotor no caso de fraude contra Eddie Antar, fundador da rede de lojas de eletrônicos Crazy Eddie.

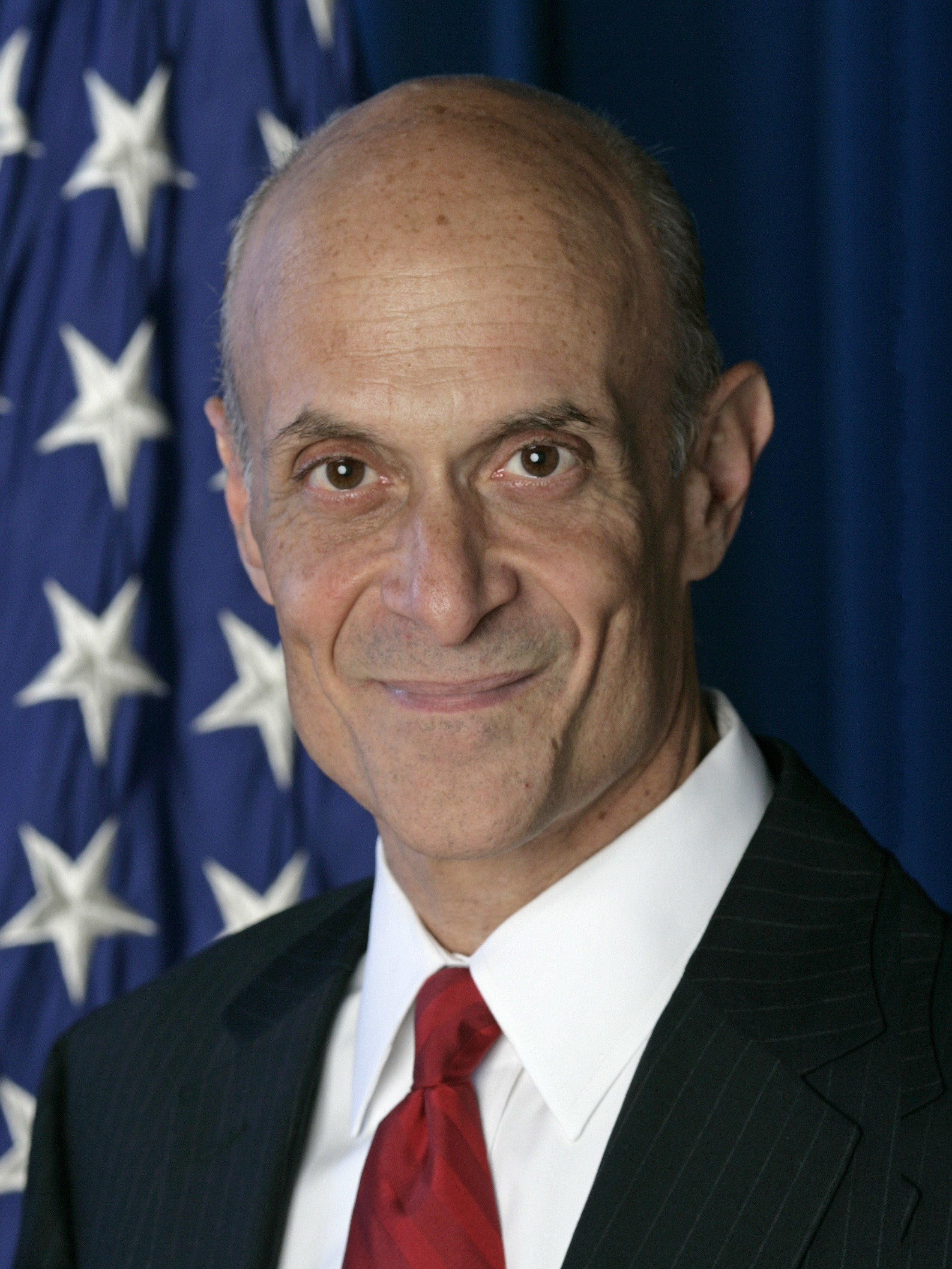
Retrato do secretário de Segurança Interna de Chertoff

Chertoff foi convidado a permanecer no cargo quando o governo Clinton assumiu o cargo em 1993, a pedido do senador democrata Bill Bradley. Ele foi o único procurador dos Estados Unidos que não foi substituído devido à mudança de administração. Ele continuou a trabalhar com o escritório do procurador dos Estados Unidos até 1994, quando começou a exercer a advocacia privada, retornando à Latham &amp; Watkins como sócio.
Apesar de seu relacionamento amigável com alguns democratas , Chertoff foi nomeado conselheiro especial do Comitê de Whitewater do Senado , estudando as acusações contra o presidente Clinton e sua esposa no que ficou conhecida como a investigação de Whitewater. Nenhuma acusação foi feita contra os Clintons.
Em 2000, Chertoff trabalhou como consultor especial do Comitê Judiciário do Senado de Nova Jersey, investigando o perfilamento racial em Nova Jersey. Ele também arrecadou fundos para George W. Bush e outros republicanos durante o ciclo eleitoral de 2000. Ele aconselhou a campanha presidencial de Bush em questões de justiça criminal.
Chertoff foi nomeado por Bush para chefiar a divisão criminal do Departamento de Justiça, servindo de 2001 a 2003. Ele liderou o caso da promotoria federal contra o suspeito de terrorismo Zacarias Moussaoui. Em 2002 e 2003, Chertoff prestou assessoria jurídica à CIA sobre o uso de métodos coercitivos de interrogatório contra suspeitos de terrorismo, como Abu Zubaydah.
Chertoff também liderou o caso da promotoria contra a firma de contabilidade Arthur Andersen por destruir documentos relacionados ao colapso da Enron. A acusação de Arthur Andersen foi controversa, pois a empresa foi efetivamente dissolvida, resultando na perda de 26.000 empregos. A Suprema Corte dos Estados Unidos anulou a condenação e o caso não foi julgado novamente.

### serviço judiciário federal
Em 5 de março de 2003, Chertoff foi nomeado pelo presidente Bush para um assento no Tribunal de Apelações dos Estados Unidos para o Terceiro Circuito desocupado por Morton I. Greenberg. Ele foi confirmado pelo Senado por 88-1 em 9 de junho de 2003, com a senadora Hillary Clinton, de Nova York, lançando o único voto contrário; ele recebeu sua comissão no dia seguinte. A senadora Clinton disse que discordou de registrar seu protesto pela maneira como a equipe de Chertoff maltratou funcionários juniores da Casa Branca durante a investigação de Whitewater. Chertoff atuou como juiz federal de 2003 a 2005.

### Secretário de Segurança Interna

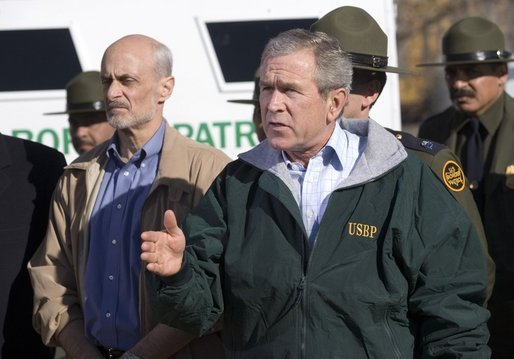
Presidente Bush discutindo a segurança da fronteira com Chertoff perto de El Paso, Texas, novembro de 2005

No final de 2004, Bernard Kerik foi forçado a recusar a oferta do presidente Bush de substituir Tom Ridge, o secretário de Segurança Interna que estava deixando o cargo. Após uma longa busca para encontrar um substituto adequado, Bush indicou Chertoff para o cargo em janeiro de 2005, citando sua experiência com a legislação antiterrorista pós-11 de setembro. Ele foi aprovado por unanimidade para o cargo pelo Senado dos Estados Unidos em 15 de fevereiro de 2005.
O furacão Katrina ocorreu enquanto Chertoff era secretário de Segurança Interna. O Departamento foi criticado por sua falta de preparação antes do furacão bem previsto; a maioria das críticas foi dirigida à Agência Federal de Gerenciamento de Emergências. O DHS em geral, e Chertoff em particular, foram criticados por responder mal ao desastre, ignorando informações cruciais sobre a natureza catastrófica da tempestade e dedicando pouca atenção à resposta federal ao que se tornou o desastre mais caro da história americana.
Chertoff foi o homem-chave do governo Bush para promover o projeto de lei de reforma abrangente da imigração, uma medida que parou no Senado em junho de 2007.
Chertoff foi convidado pelo governo Obama a permanecer em seu cargo até as 9h do dia 21 de janeiro de 2009 (um dia após a posse do presidente Obama) "para garantir uma transição suave".

#### Construção de cerca de fronteira
Sob a liderança de Chertoff, o Departamento de Segurança Interna construiu centenas de quilômetros de cercas ao longo da fronteira entre os Estados Unidos e o México. Em 8 de abril de 2008, Chertoff emitiu renúncias permitindo ao Departamento de Segurança Interna "contornar as revisões ambientais para acelerar a construção de cercas ao longo da fronteira mexicana". O New York Times relatou que, de acordo com o Secure Fence Act de 2006, "o departamento foi autorizado a construir até 700 milhas de cercas ao longo da fronteira sudoeste de 2.000 milhas, onde a maioria dos imigrantes ilegais cruza". O Congresso concedeu autoridade de renúncia a Chertoff em 2005, mas o Times descreveu suas ações como uma expansão de sua autoridade de renúncia. De acordo com o colunista do Times Adam Liptak, a ação de Chertoff excluiu o Departamento de Segurança Interna de ter que seguir as leis "protegendo o meio ambiente, espécies ameaçadas, aves migratórias, a águia careca, antiguidades, fazendas, desertos, florestas, sepulturas de nativos americanos e liberdade religiosa. " Em um editorial, o Times criticou Chertoff por usar a autoridade de renúncia, afirmando: "À longa lista de coisas que o governo Bush está disposto a jogar no lixo em sua pressa para apaziguar os linha-duras da imigração, agora você pode adicionar dezenas de importantes leis ambientais e centenas de milhares de hectares de habitat frágil na fronteira sul."

Um relatório emitido pelo Serviço de Pesquisa do Congresso, a divisão de pesquisa não partidária da Biblioteca do Congresso, disse que a delegação de poderes sem controle a Chertoff não tinha precedentes:
Após uma revisão da lei federal, principalmente por meio de pesquisas eletrônicas em bancos de dados e consultas com vários especialistas em CRS, não conseguimos localizar uma cláusula de renúncia idêntica à do §102 do HR 418 - ou seja, uma cláusula que contém "não obstante" a linguagem, fornece uma secretário de uma agência executiva a autoridade para renunciar a todas as leis que tal secretário considere necessárias e instrui o secretário a renunciar a tais leis.
Em 23 de junho de 2008, a Suprema Corte dos Estados Unidos recusou-se a ouvir uma contestação constitucional à lei de 2005 que concedia autoridade de renúncia a Chertoff.

#### Ações relativas à imigração ilegal
Em setembro de 2007, Chertoff disse a um comitê da Câmara que o DHS não toleraria a interferência de cidades-santuário que bloqueariam o "Programa Piloto Básico", que exige que alguns tipos de empregadores validem o status legal de seus trabalhadores.
Em 2008, foi relatado que a empresa de limpeza residencial que Chertoff havia contratado para limpar sua casa empregava imigrantes indocumentados.

### Carreira pós-DHS
Desde que deixou o serviço público, Chertoff trabalhou como conselheiro sênior no escritório de advocacia Covington & Burling, em Washington, DC.
Ele formou o The Chertoff Group (TCG) em 2 de fevereiro de 2009, para trabalhar em gerenciamento de crises e riscos. A empresa também é liderada por Chad Sweet; ele serviu como chefe de gabinete de segurança interna enquanto Chertoff era secretário e também teve um período de dois anos na Diretoria de Operações da CIA. A empresa também emprega Charles E. Allen, Larry Castro, Jay M. Cohen, General Michael V. Hayden e outros ex-funcionários e nomeados de alto escalão do governo.
Chertoff também foi eleito presidente da BAE Systems para um mandato de três anos, começando em 1º de maio de 2012. Chertoff co-preside a Força-Tarefa de Imigração do Bipartisan Policy Center.
Chertoff fazia parte de uma equipe jurídica que representava o russo/ucraniano Dmitro Firtash contra a extradição para os Estados Unidos.
Chertoff também é membro do conselho de administração do Atlantic Council.
De 2017 a 2019, Chertoff atuou como membro da Comissão Global sobre a Estabilidade do Ciberespaço e foi nomeado copresidente da comissão em seu último ano.
Em um artigo de opinião em julho de 2020 no The New York Times, Chertoff afirmou que o governo Trump estava sequestrando o DHS para fins políticos.

## Visualizações

### Globalização
No Global Creative Leadership Summit em 2009, Chertoff descreveu a globalização como uma faca de dois gumes. Embora a globalização possa ajudar a elevar o padrão de vida das pessoas em todo o mundo, Chertoff afirmou que também pode ajudar terroristas e criminosos transnacionais.

### Scanners corporais
Chertoff tem sido um defensor de tecnologias avançadas, como scanners de corpo inteiro. Sua empresa de consultoria Chertoff Group (fundada em 2009) representou os fabricantes dos scanners.

### Das Alterações Climáticas
Chertoff co-assinou o prefácio do relatório "National Security and the Accelerating Risks of Climate Change " publicado em 2014, onde afirmou que "as mudanças climáticas projetadas são um desafio complexo de várias décadas. Sem ação para construir resiliência, aumentará os riscos de segurança em grande parte do planeta. Isso não apenas aumentará as ameaças às nações em desenvolvimento em partes do mundo com recursos limitados, mas também testará a segurança de nações com capacidade robusta, incluindo elementos significativos de nosso Poder Nacional aqui em casa."

### Endossos políticos
Na eleição presidencial de 2016, Chertoff endossou Hillary Clinton.